# Odd Kaare Barstad
Odd Kaare Barstad, Odd Barstad (ur. 28 maja 1916 w Bergen, zm. ?) – norweski urzędnik konsularny.

## Życiorys
Syn Sigurda Ingvalda Barstada (1889-), urzędnika, i Elline Johanne Barstad (1893-), gospodyni domowej. Po wstąpieniu do norweskiej służby zagranicznej m.in. pełnił obowiązki wicekonsula w Nowym Orleanie (1948-1950), I wicekonsula w Montrealu (1956-1959), kier. urzędu w randze konsula/konsula generalnego w Gdańsku (1964-1968), radcy w Brasílii (1971-1972), konsula generalnego w Rio de Janeiro (1972-1976).
1 lipca 1975 otrzymał Order św. Olafa 1 klasy.